# Język siwi
Język siwi albo berberyjski oazowy, sioua, siwa lub zenati – język afroazjatycki ze wschodniej grupy języków berberyjskich, używany w Egipcie w oazach Siwa i Qara.